# سیلویا دل ویلارد
سیلویا دل ویلارد (انگلیسی: Sylvia del Villard; ۲۸ فوریهٔ ۱۹۲۸ – ۲۸ فوریهٔ ۱۹۹۰) هنرپیشه، و طراح رقص اهل ایالات متحده آمریکا بود. سیلویا در سانتورس، بخش سان خوآن، پورتوریکو متولد شد.
دل ویلارد جامعه‌شناسی و انسان‌شناسی را در دانشگاه فیسک در نشویل تنسی مطالعه کرد. با این حال، سیلویا مجبور شد با تبعیض نژادی که در آن زمان در مناطق جنوبی ایالات متحده شایع بود مبارزه کند. او به پورتوریکو بازگشت و در دانشگاه پورتوریکو ثبت نام کرد و تحصیلاتش را به دست آورد.